# Kościół Mariacki w Chojnie

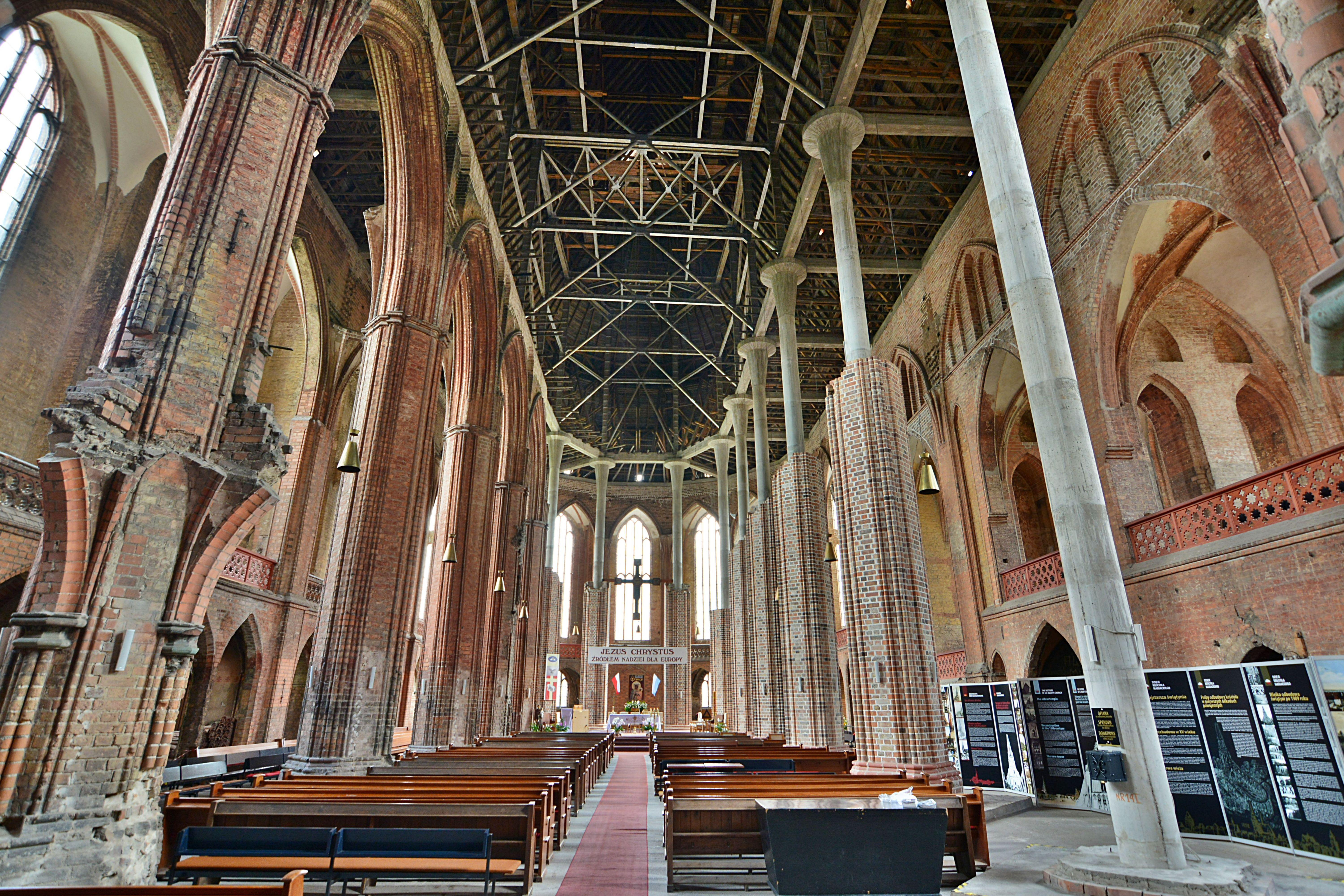
Wnętrze kościoła (zwraca uwagę brak sklepień i tylko częściowe obmurowanie nowych filarów)

Kościół Mariacki w Chojnie (niem. Marienkirche) – monumentalna budowla znajdująca się w Chojnie, jeden z największych gotyckich kościołów w Polsce. Trzynawowy, halowy, wzniesiony w latach 1389–1407 z ciosów granitowych, rozbudowany w XV wieku przez Henryka Brunsberga. Z zewnątrz ozdobiony glazurowaną cegłą. Wysoka na 102,6 metrów neogotycka wieża z lat 1859–1861 góruje nad okolicą. 

## Historia

### Pierwsze wzmianki
Najstarsza świątynia na miejscu istniejącego obecnie kościoła gotyckiego, powstała tuż po lokacji miasta w drugiej połowie XIII w. Brak bezpośredniego przekazu na temat jej formy, choć niektórzy opowiadają się za trójnawową bazyliką z wydatnym transeptem i prostokątnym prezbiterium od wschodu oraz masywną, prostopadłościenną wieżą od zachodu. Mury tego najstarszego kościoła wzniesiono, jak się wydaje z kostki granitowej na co zdają się wskazywać relikty odkryte w trakcie badań architektoniczno-konserwatorskich.

### Pierwszy etap budowy kościoła gotyckiego
W drugiej połowie XIV w. rozebrano prezbiterium kościoła z XIII w. i rozpoczęto realizację z cegły prezbiterium i trzech wschodnich przęseł korpusu nawowego monumentalnego kościoła gotyckiego. Konsekracja nowej partii kościoła miała miejsce w 1407 roku.
Nie jest w pełni jasna geneza i historia kaplicy przylegającej od strony południowej do obu prostokątnych przęseł pierwszego etapu budowy kościoła gotyckiego. Wiadomo natomiast, iż wzniesiona nad nią empora musiała powstać przed 1440 rokiem.

### Drugi etap budowy kościoła gotyckiego

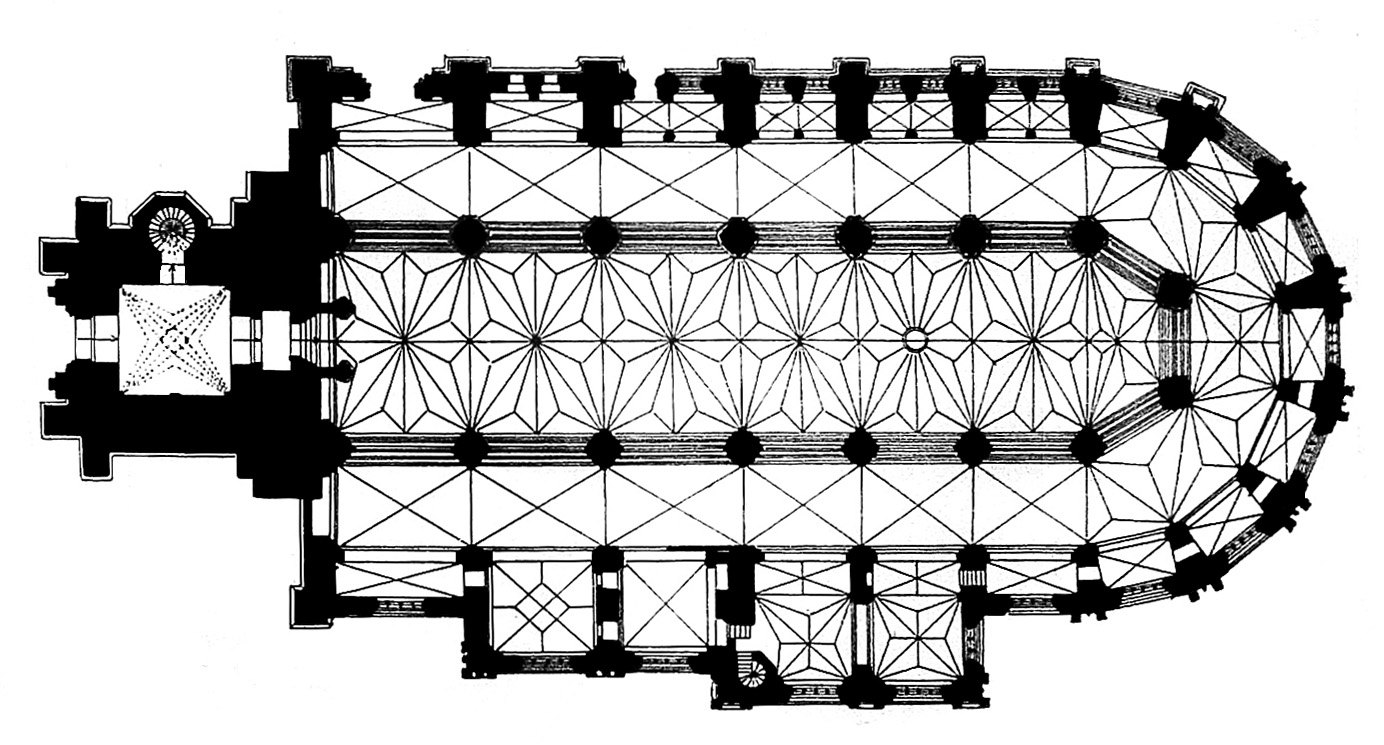
Rzut kościoła w jego oryginalnej gotyckiej formie

Bliżej nieznany jest również czas rozpoczęcia drugiego etapu budowy kościoła gotyckiego, zakończony w roku 1459 aktem poświęcenia nowej świątyni, powiększonej o trzy kolejne przęsła korpusu nawowego. Przed 1479 r. przy zachodniej ścianie szczytowej, po południowej stronie powstała jeszcze zewnętrzna kaplica św. Anny.
Ostatecznie kościół uzyskał formę sześcioprzęsłowej, beztranseptowej hali opartej od zachodu o masywną wieżę kościoła z XIII wieku, a od wschodu zamkniętej poligonalnym chórem z obejściem. Konstrukcyjny trzon ścian obwodowych tworzył układ wciągniętych do wnętrza przypór, pomiędzy którymi umieszczono w przyziemiu otwarte do wnętrza kaplice, a wyżej przęsła obwodowej empory. Nawy boczne, kaplice i empory ambitu przykryto standardowym czterodzielnym sklepieniem krzyżowo-żebrowym, natomiast w nawie głównej oraz emporze kaplicy mariackiej zastosowano sklepienia gwiaździste. Zbieżność charakterystycznych form konstrukcji z wciągniętymi do wnętrza przyporami oraz cechy wystroju plastycznego elewacji artykułowanych dekoracyjnymi lizenami występującymi w obiektach łączonych z działalnością warsztatu Hinricha Brunsberga spowodowały, że autorstwo chojeńskiej fary przypisano temu legendarnemu architektowi i mistrzowi budowlanemu późnego średniowieczna

### Katastrofa budowlana w 1843 roku

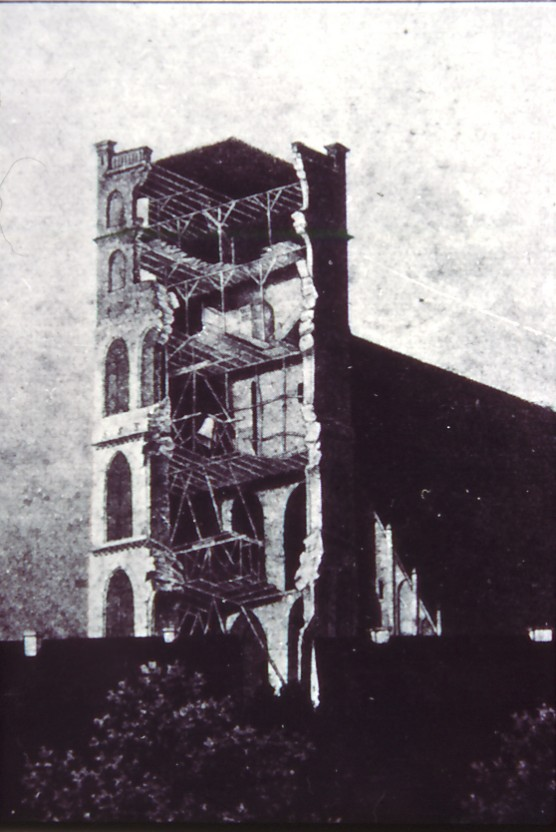
Katastrofa budowlana w roku 1843

Kościół gotycki przetrwał w stanie niemal nienaruszonym do 2 lipca 1843 r., kiedy to doszło do katastrofy budowlanej, w trakcie której zawalił się narożnik południowo-zachodni średniowiecznej wieży, niszcząc kaplicę św. Anny. Ocalałe elementy konstrukcji wkrótce potem rozebrano i nigdy nie odbudowano. Dopiero w 16 lat po katastrofie podjęto budowę nowej wieży wg projektu Friedricha Augusta Stülera przy prawdopodobnym udziale Carla Dieckhoffa i niejakiego Sulzera. Inwestycję tą zrealizowano latach 1855–1861 wznosząc z cegły oraz w niewielkim stopniu z kamienia – wieżę o formie neogotyckiej o wysokości około 100 metrów.
W związku z pogarszającym się stanem technicznym murowanej powłoki strzelistego hełmu w latach 1932–1933 neogotycką wieżę poddano remontowi, wzmocnieniu i przebudowie prowadzącej do zdeformowania jej pierwotnej, malowniczej bryły.

### Pożar kościoła z 1945 roku
16 lutego 1945 roku w wyniku pożaru wywołanego przez podpalenie zniszczeniu uległy więźba dachowa, sklepienia i dziewięć filarów międzynawowych oraz wyposażenie korpusu nawowego, jak również hełm wieńczący wieżę oraz wszystkie stropy w jej wnętrzu. Zachowały się natomiast ściany obwodowe wraz ze sklepieniami kaplic i empory zlokalizowanych pomiędzy wciągniętymi do wnętrza przyporami w korpusie nawowym i ambicie oraz konstrukcja wieży do wysokości ok. 80 m nad otaczającym terenem. Od tamtego czasu kościół pozostawał w stanie otwartej ruiny.

### Ruina

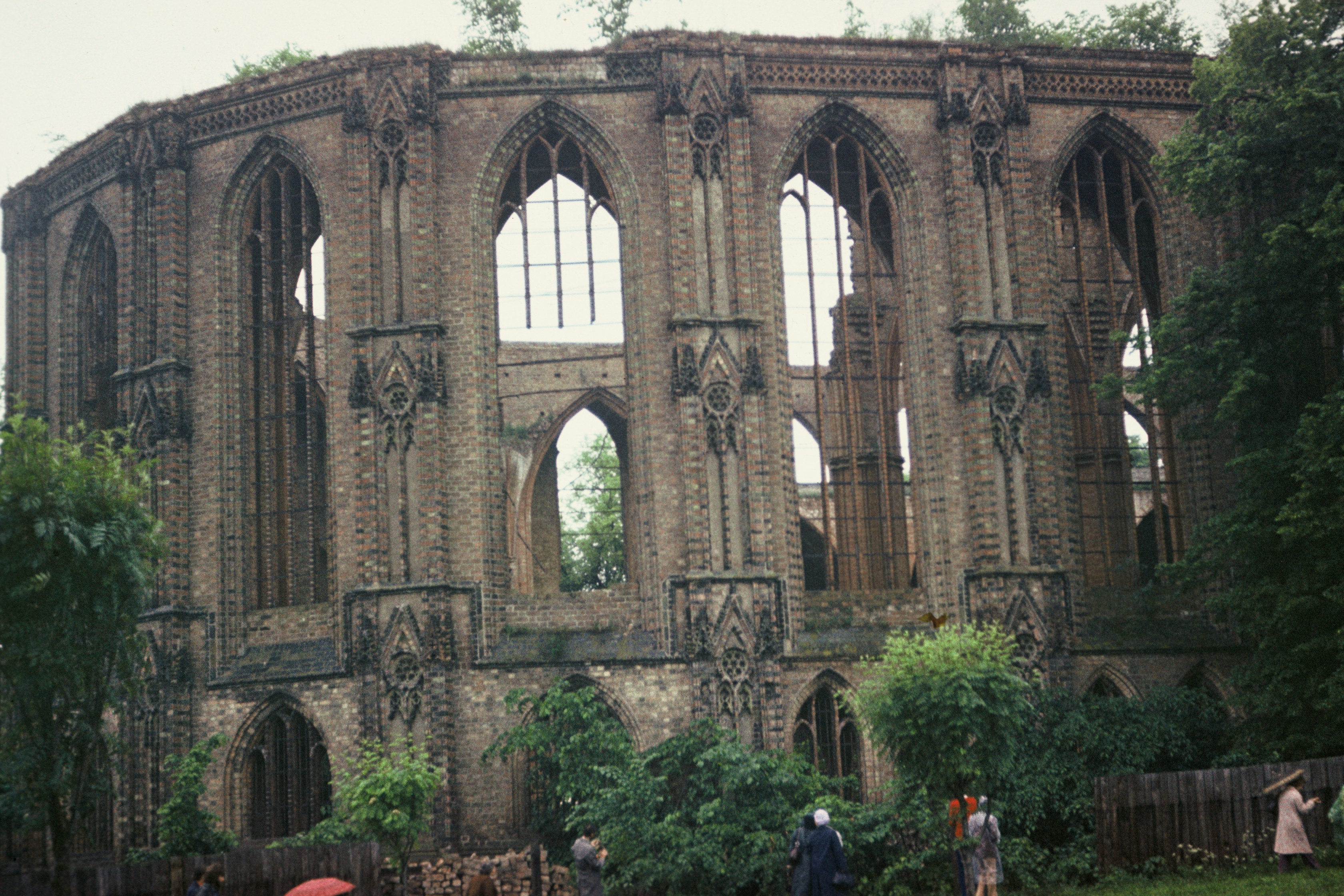
Ruina świątyni na kilka lat przed rozpoczęciem odbudowy

W okresie powojennym kilkakrotnie podejmowano próby sporządzenia dokumentacji pomiarowej, badawczej oraz projektowej dla celów zabezpieczenia ruiny kościoła.
Pierwszy projekt zabezpieczenia obiektu sporządził w 1952 roku inż. Witkiewicz z PKZ w Toruniu. Zakres prac przewidzianych do wykonania obejmował przede wszystkim zabiegi prowadzące do doraźnej, technicznej ochrony, ruiny między innymi poprzez wprowadzenie wieńców żelbetowych na koronę murów. Realizacji zamierzenia jednak nie podjęto. W roku 1956 kościół został objęty ochroną prawną. Wkrótce po tym wydarzeniu podjęto kolejną próbę zabezpieczenia ocalałych murów i wyeliminowania zagrożeń jakie tworzyła ruina zlokalizowana w centrum miasta. W 1960 roku w Zakładzie Architektury Polskiej Politechniki Warszawskiej na zlecenie wojewódzkiego konserwatora zabytków w Szczecinie powstał projekt zabezpieczenia i udostępnienia do zwiedzania budowli w formie trwałej ruiny, autorstwa A. Gruszeckiego, J. Widawskiego i K. Kakowskiego. Prace budowlane wg powyższego projektu prowadzono w ruinie kościoła w ograniczonym zakresie w latach 1966–1970. Między innymi wykonano wtedy żelbetowe stropodachy nad zachowanymi sklepieniami w kaplicy mariackiej oraz częścią przęseł empory w obejściu. Całości prac przewidzianych w dokumentacji projektowej nigdy jednak nie przeprowadzono, a ruiny nie udostępniono do zwiedzania.
Kolejną próbę zabezpieczenia obiektu podjęto dopiero w latach 1985–1990 po niemal 45 latach wystawienia ruiny na działanie czynników atmosferycznych. Mimo podjętych wcześniej zabiegów zabezpieczających stan techniczny murowanej konstrukcji pozostawał wówczas ogólnie zły, a lokalnie obiekt uległ licznym awariom.

## Odbudowa

### Etap I (przykrycie korpusu nawowego dachem)

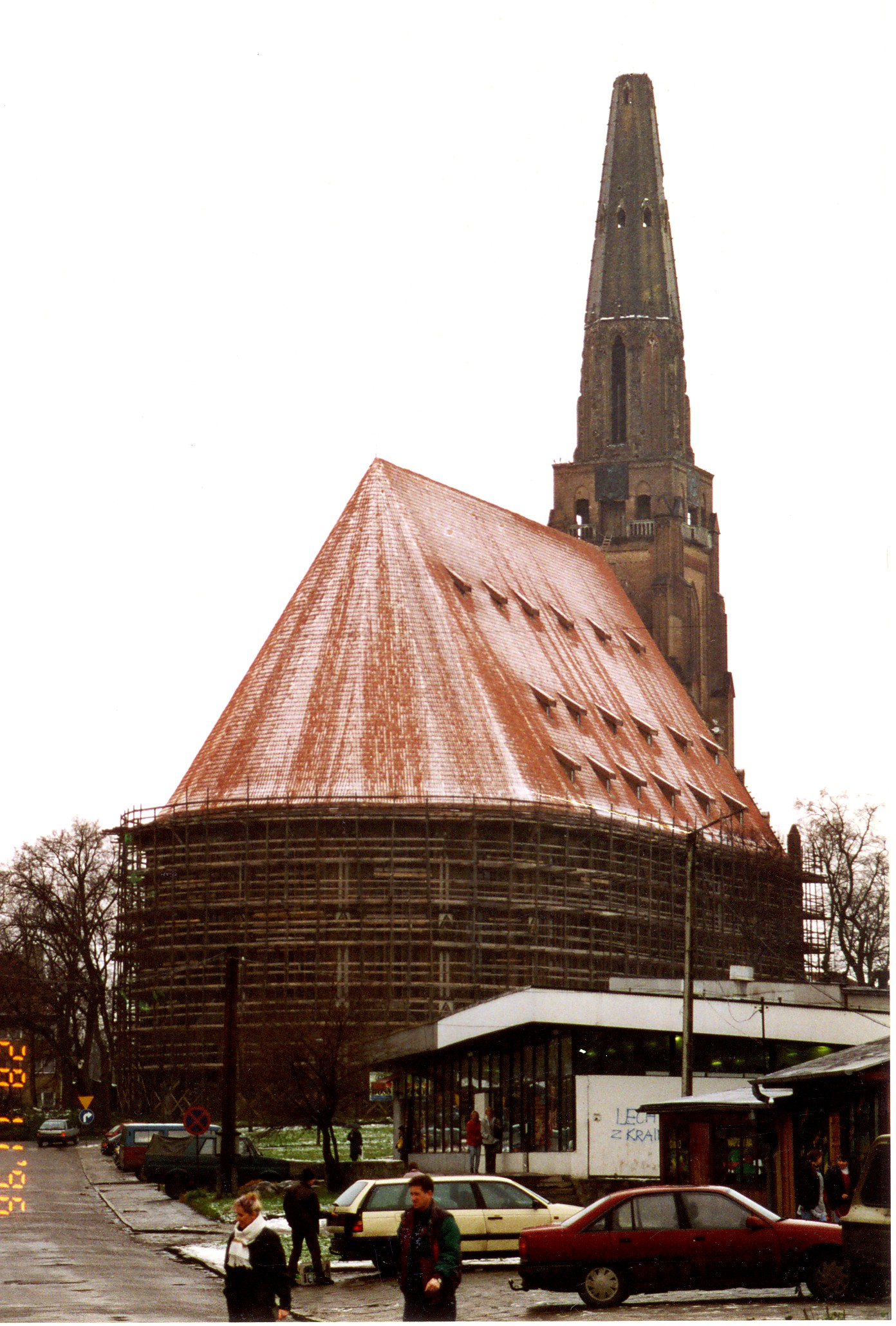
Schyłek prac nad pierwszym etapem odbudowy kościoła Mariackiego projektu Macieja Płotkowiaka

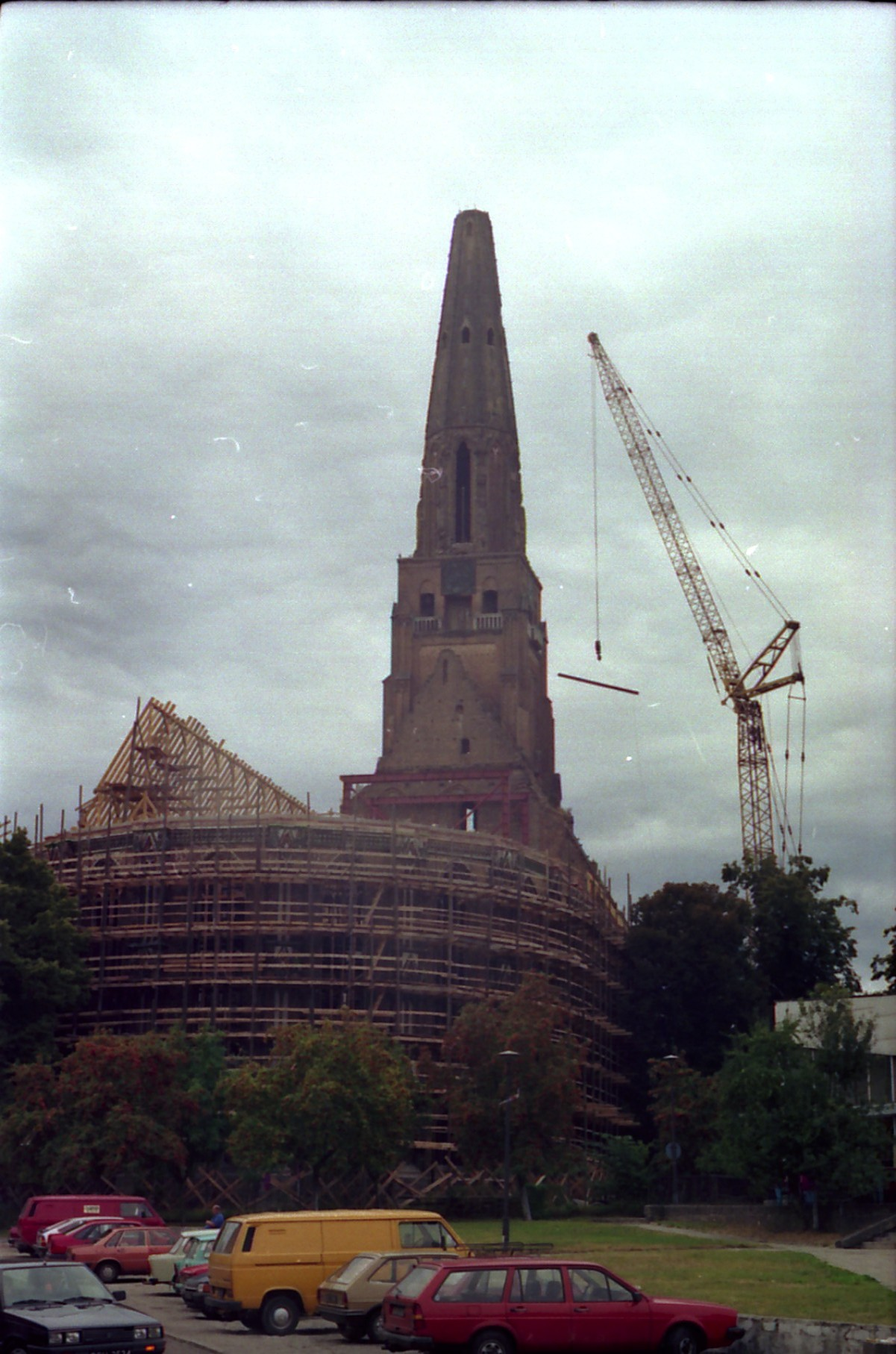
Budowa więźby dachowej na kościele Mariackim w Chojnie według projektu architekta Macieja Płotkowiaka (1995 r.)

Ponieważ sporządzona wcześniej dokumentacja pomiarowa i badawcza uległa rozproszeniu i zniszczeniu w pierwszym rzędzie podjęto pomiary ruiny, które w latach 1990–1991 przeprowadzili studenci kierunku: architektura i planowanie przestrzenne na Wydziale Budownictwa i Architektury Politechniki Szczecińskiej pod opieką pracowników Instytutu Architektury i Planowania Przestrzennego Politechniki Szczecińskiej: Stefana Kwileckiego i Macieja Płotkowiaka.
Wykonanie dokumentacji pomiarowej umożliwiło zespołowi projektowemu, w składzie mgr inż. arch. M. Płotkowiak, inż. arch. S. Kwilecki i mgr inż. arch. J. Karwowski, sporządzenie w 1991 r. założeń techniczno-ekonomicznych odbudowy korpusu nawowego. Do realizacji przyjęto najprostszą i narzucającą się metodę odcięcia konstrukcji murowej od wpływów atmosferycznych przy pomocy dachu namiotowego o kształcie identycznym jak dachu istniejącego do 1945 roku. Poważne utrudnienie w procesie wypracowania koncepcji zabezpieczenia korpusu nawowego stanowił brak 9 z 14 filarów międzynawowych istniejących pierwotnie.
Ostatecznie w celu uproszczenia konstrukcji i ograniczenia jej kosztów, zdecydowano by w miejsce nieistniejących, zaprojektować we współczesnej technologii budowlanej – nowe podpory międzynawowe o neutralnej formie, które umożliwią wsparcie na nich więźby dachowej. Realizację inwestycji obejmującej pierwszy etap prac zabezpieczających przeprowadzono w latach 1994–1997.

### Etap II (remont wieży)

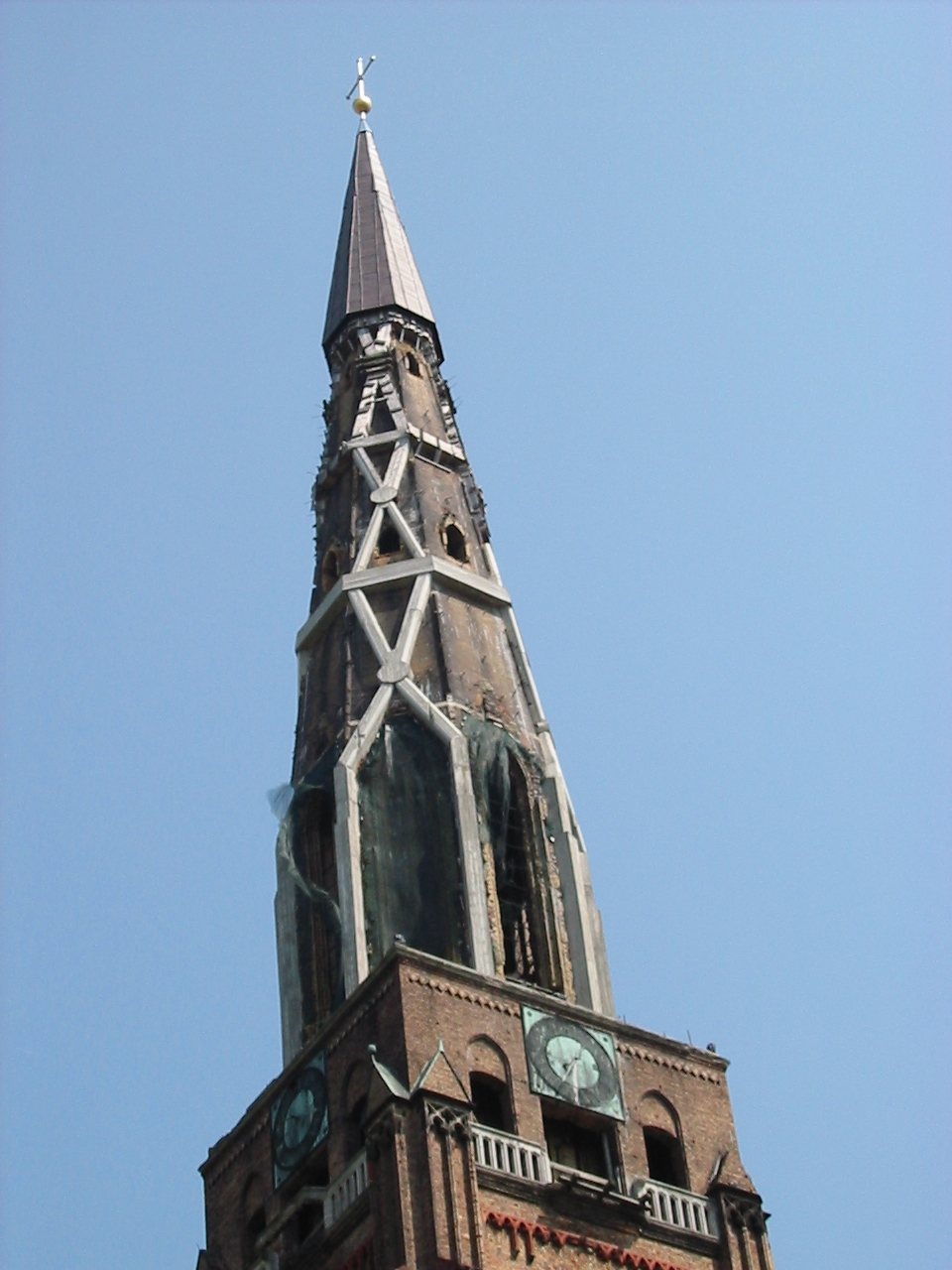
Wieża kościoła zabezpieczona powłoką sieciową projektu Macieja Płotkowiaka

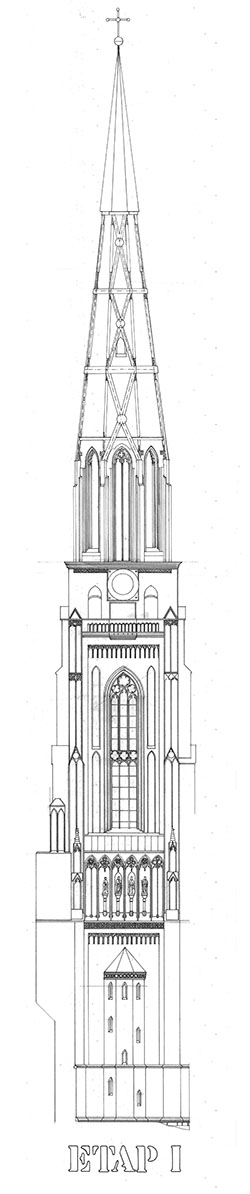
Projekt zabezpieczenia wieży architekta Macieja Płotkowiaka

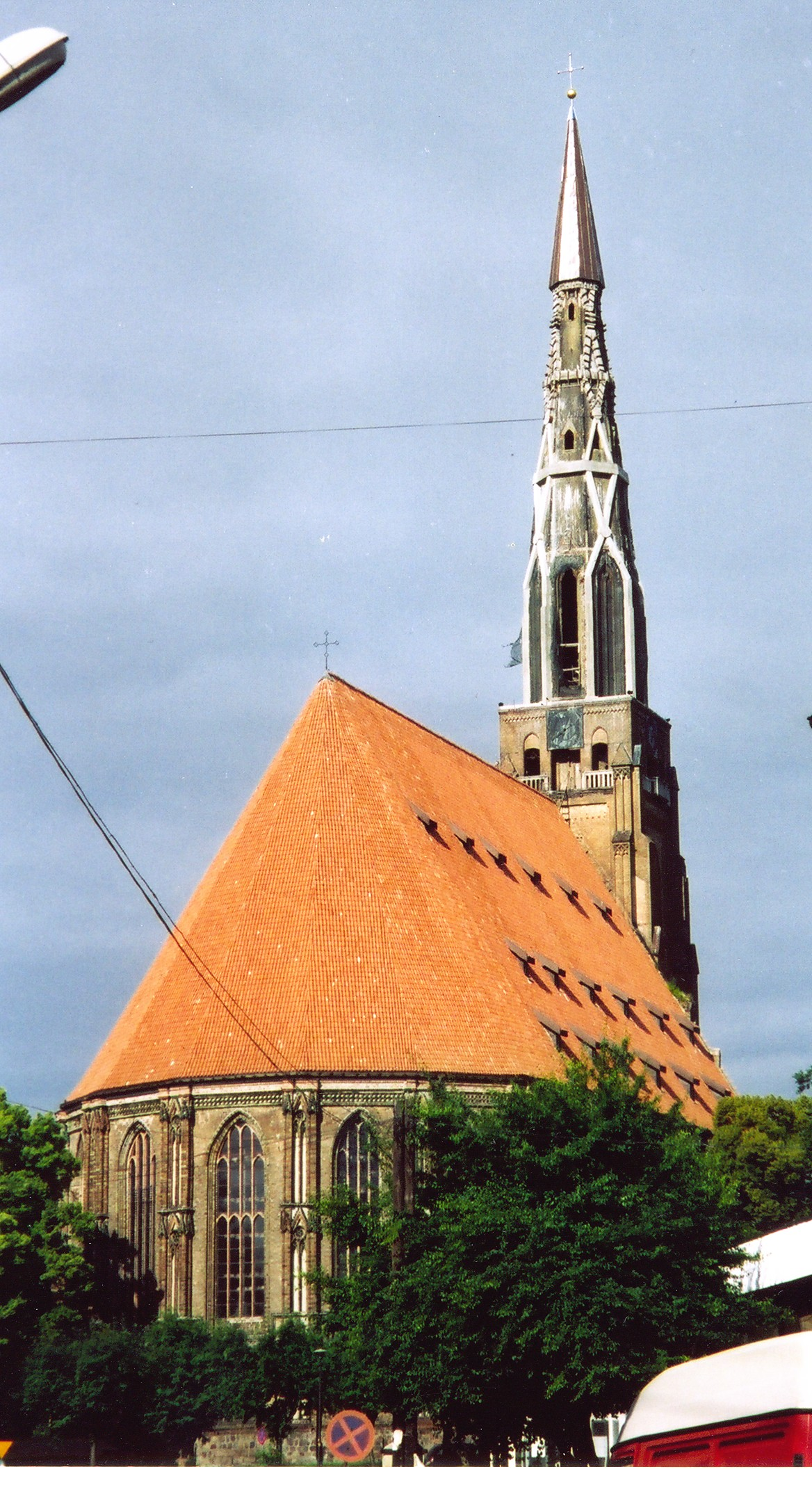
Wieża kościoła zabezpieczona powłoką sieciową projektu Macieja Płotkowiaka

Impuls do rozpoczęcia II etapu prac, dotyczących zgodnie z przejętą strategią – ruiny neogotyckiej wieży został wywołany na skutek działania sił natury w 1997 roku. Z nieznanych wówczas przyczyn doszło do awarii jednej z obejm stalowych jakimi spięto murowaną z cegły iglicę wieży w trakcie robót zabezpieczających w latach 1932–1933. Ta z pozoru niegroźna awaria, której przyczyn nie można było jednak określić z powodu braku dostępu do części wieży powyżej sklepienia nad kruchtą, budziła obawy o stabilność całości konstrukcji o łącznej wysokości 80,54 metra. Okoliczność dodatkowo wzmagającą emocje stanowiła lokalizacja budynków mieszkalnych wielorodzinnych oraz drogi wojewódzkiej w odległości nie przekraczającej wysokości ruiny wieży, a więc w obrębie strefy bezpośredniego zagrożenia w przypadku potencjalnej katastrofy budowlanej. Dokumentację projektową niezbędną w celu przeprowadzenia remontu wieży opracował mgr inż. arch. Maciej Płotkowiak z zespołem na przełomie lat 1997/1998. Prace budowlano-montażowe postanowiono podzielić na dwa etapy:
- etap IIa: polegający na zabezpieczeniu zagrożonej partii wieży za pomocą ustroju w postaci powłoki zewnętrznej o budowie sieciowej w konstrukcji żelbetowej

- etap IIb: ukrycie ustroju zabezpieczającego pod warstwą pokrycia dachowego hełmu

Realizację etapu IIa przeprowadzono w latach 1998–1999.
Podstawę do prowadzenia dalszych robót prowadzonych w latach 2000–2008 stanowiła dokumentacja projektowa przygotowana przez mgr inż. arch Macieja Płotkowiaka z zespołem. Na początek zaprojektowano, a następnie zrealizowano odtworzenie nieistniejącego od 1945 roku zwieńczenia iglicy w formie ostrosłupa o podstawie ośmiokątnej. Trzon elementu wieńczącego zaprojektowano jako konstrukcję stalową. Wieża uzyskała łączną wysokość 98 metrów i spektakularny wygląd z ostrosłupowym zwieńczeniem pokrytym blachą.
W roku 2005 Płotkowiak podjął opracowanie dokumentacji dla potrzeb zakończenia etapu IIb realizacji robót w wieży kościoła. Zakresem zadania objęto zmianę rozwiązań funkcjonalnych we wnętrzu dolnej, prostopadłościennej części bryły, przeznaczenie kondygnacji zegarowej na taras widokowy oraz remont elewacji.
Roboty budowlane przeprowadzono w latach 2007–2009, jednak ich zakres ograniczono do minimum niezbędnego w celu umożliwienia bezpiecznego użytkowania tarasu widokowego. Tak więc do zakończenia etapu IIb pozostaje jeszcze do wykonania konserwacja elewacji dolnej, prostopadłościennej części bryły oraz drobne prace we wnętrzu wieży.

### Etap III (odbudowa sklepień)
Nadal nie wypracowano koncepcji działania w etapie III prac – to jest we wnętrzu kościoła, za najpilniejsze zadanie uznano bowiem wymianę istniejącego pokrycia dachowego (położona pod koniec lat dziewięćdziesiątych XX w. dachówka typu mnich-mniszka okazała się wyjątkowo nietrwała). Dokumentację projektową tego przedsięwzięcia wykonała w 2013 r. Pracownia Projektowa PIN pod kierunkiem Płotkowiaka. Ze względu na szczupłość środków finansowych rozpoczęty w 2012 r. proces wymiany pokrycia dachowego zakończył się dopiero w 2020 r. Prowadzone prace dekarskie uniemożliwiały otwarcie tarasu widokowego na wieży kościoła.

## Galeria

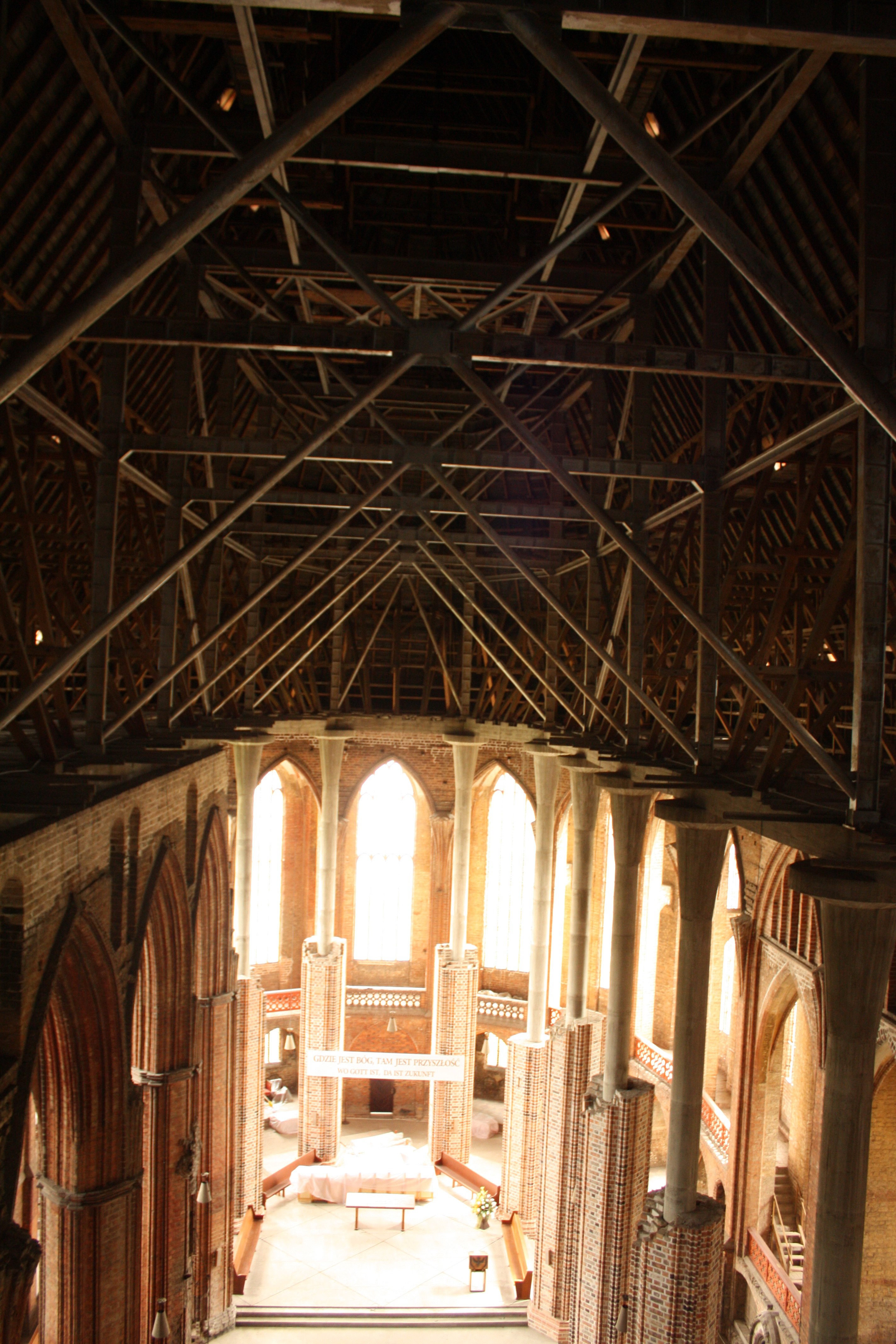
wnętrze (widoczny brak sklepienia)
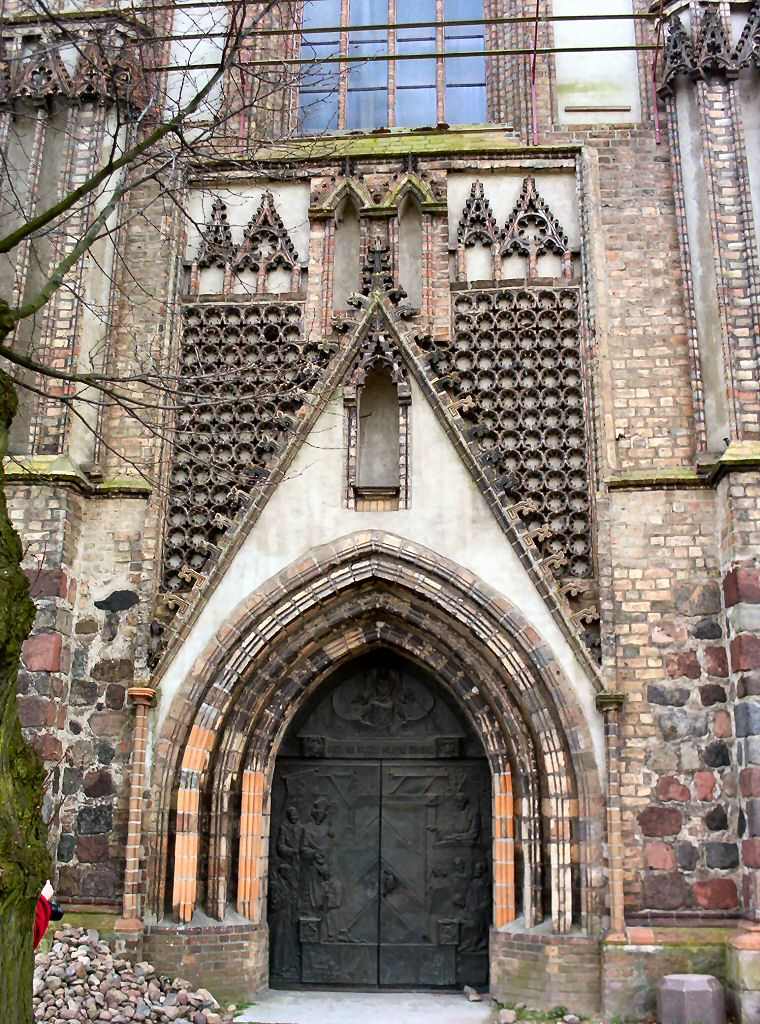
portal
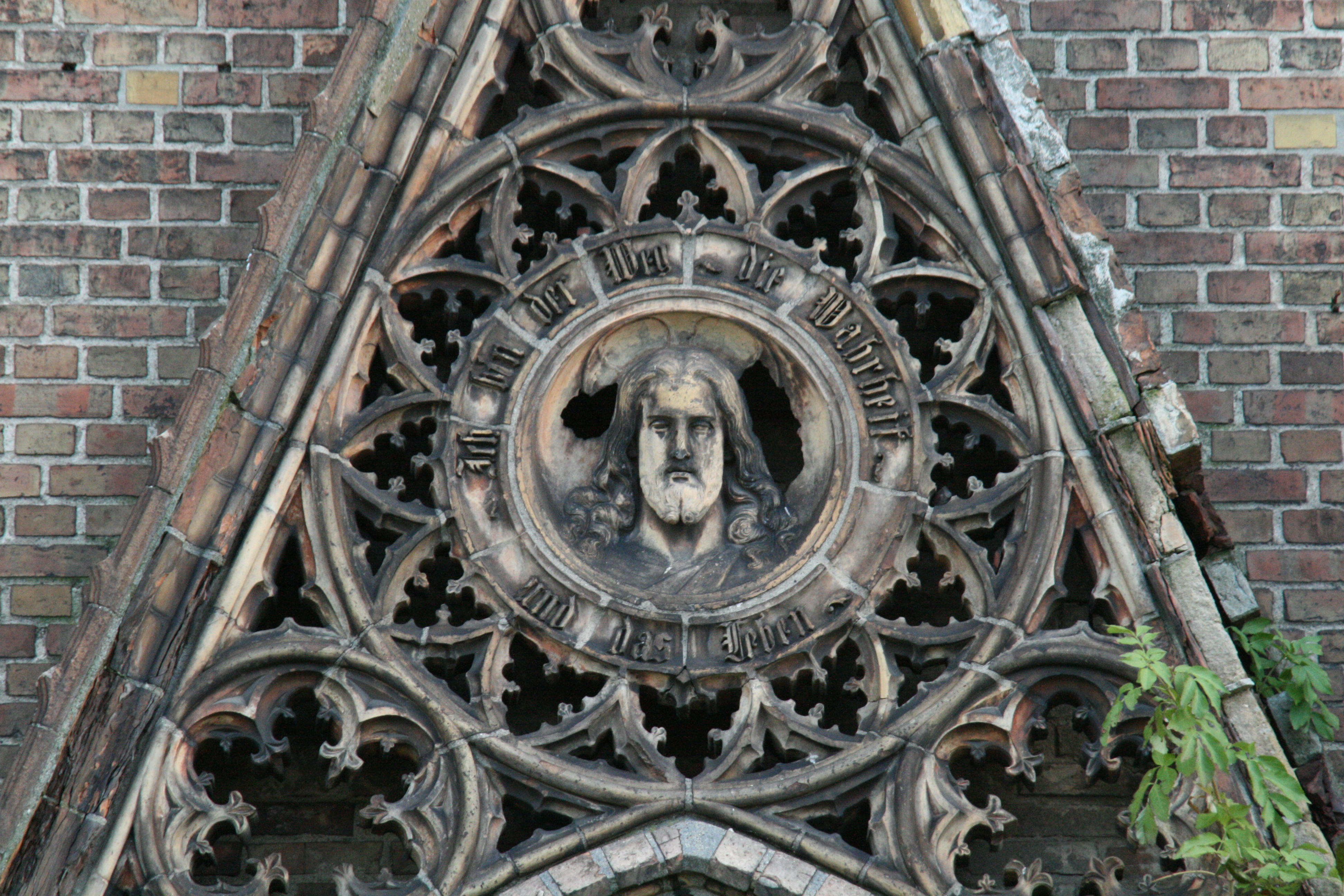
tondo
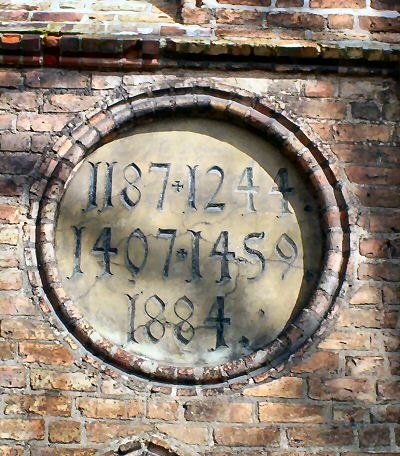
płycina
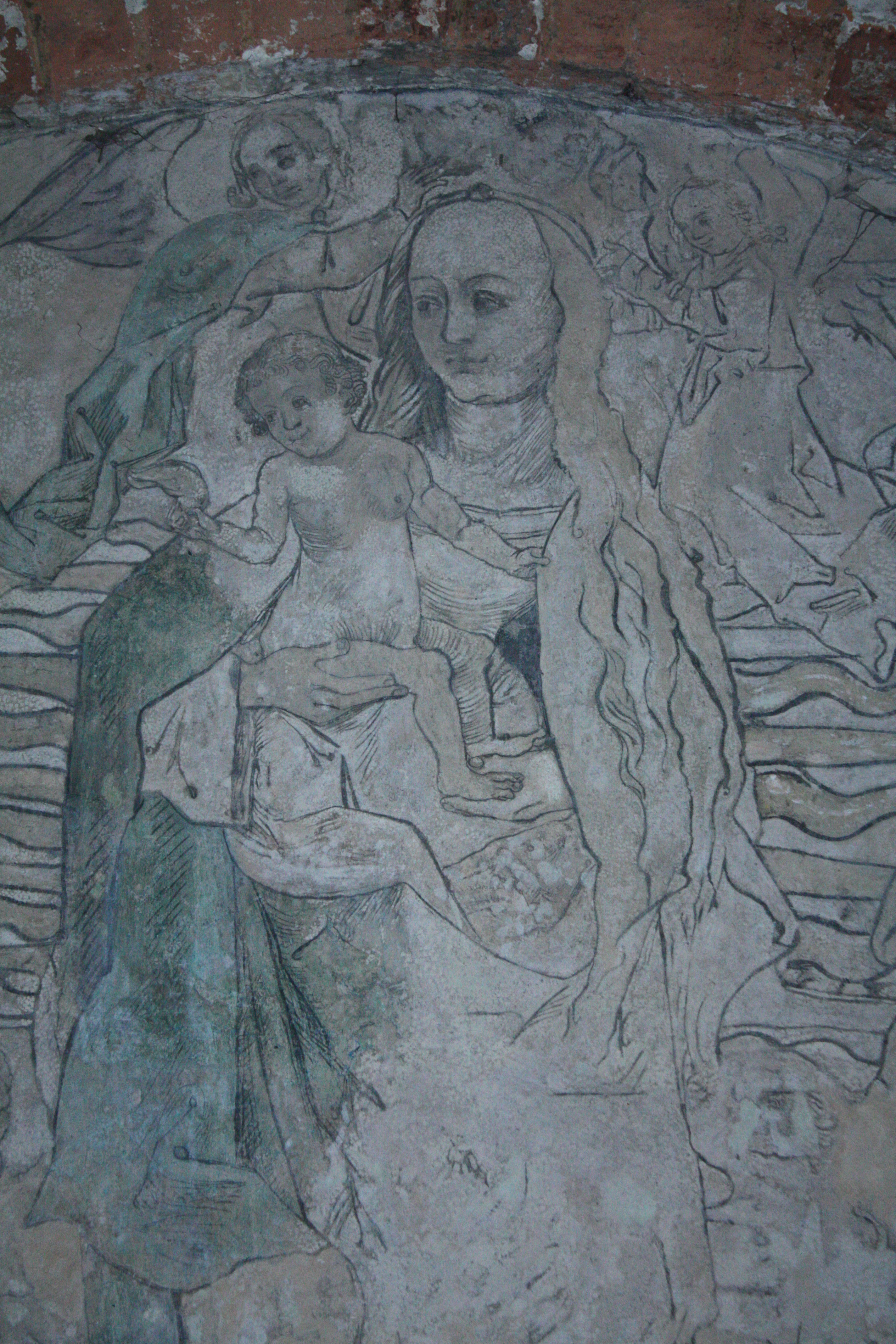
malatura w kruchcie pn.
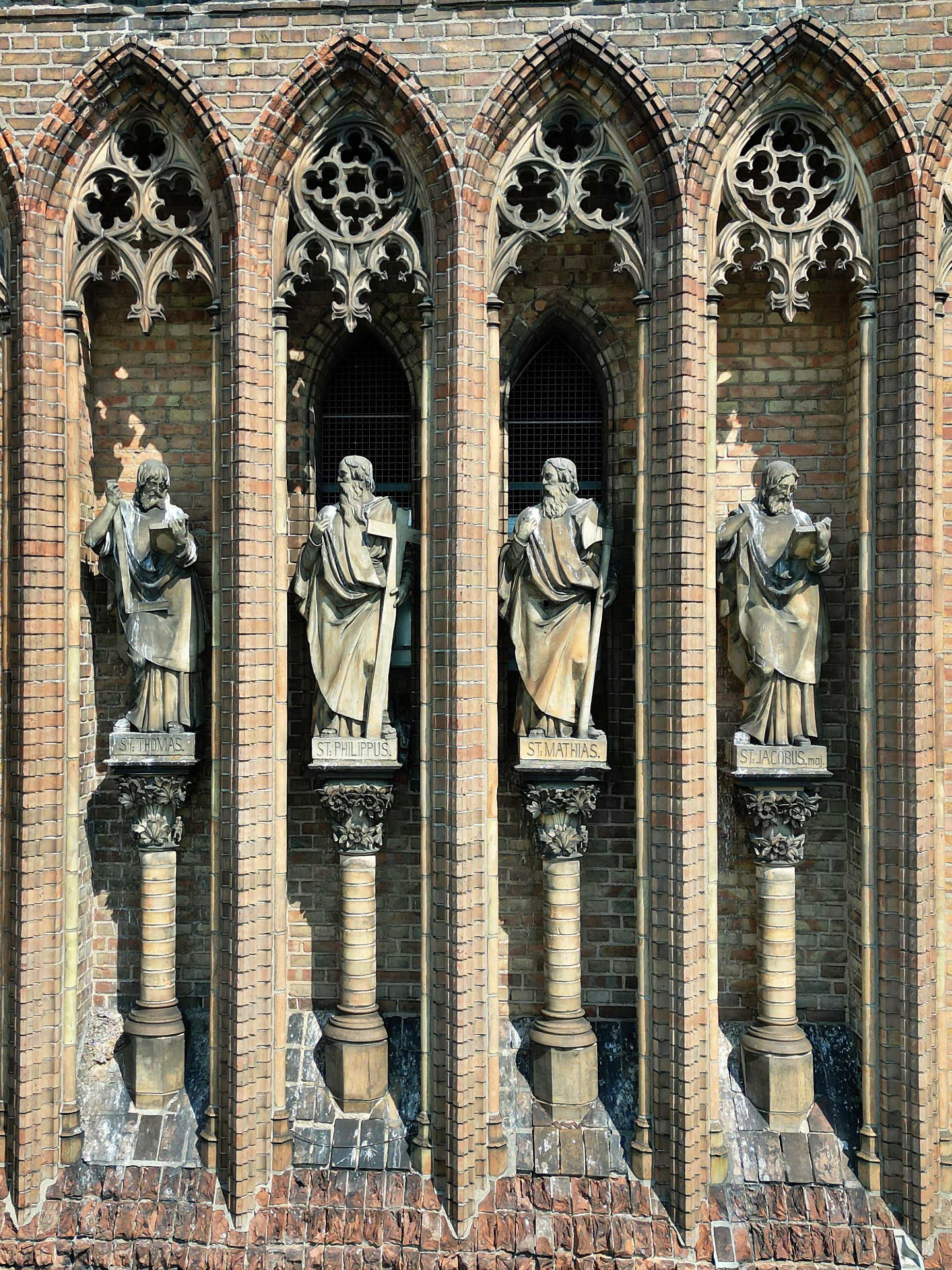
Figury apostołów na wieży
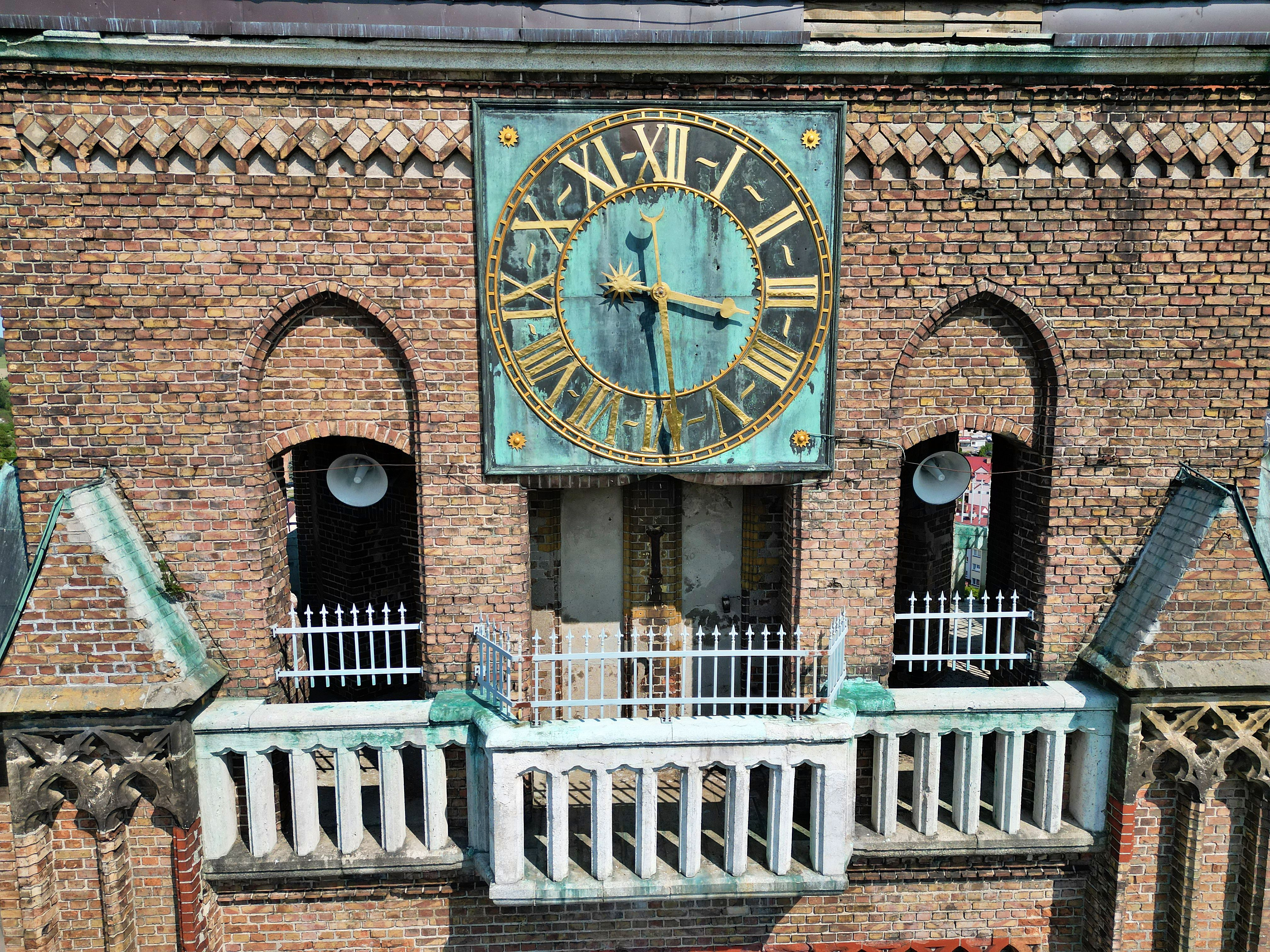
Taras widokowy i zegar
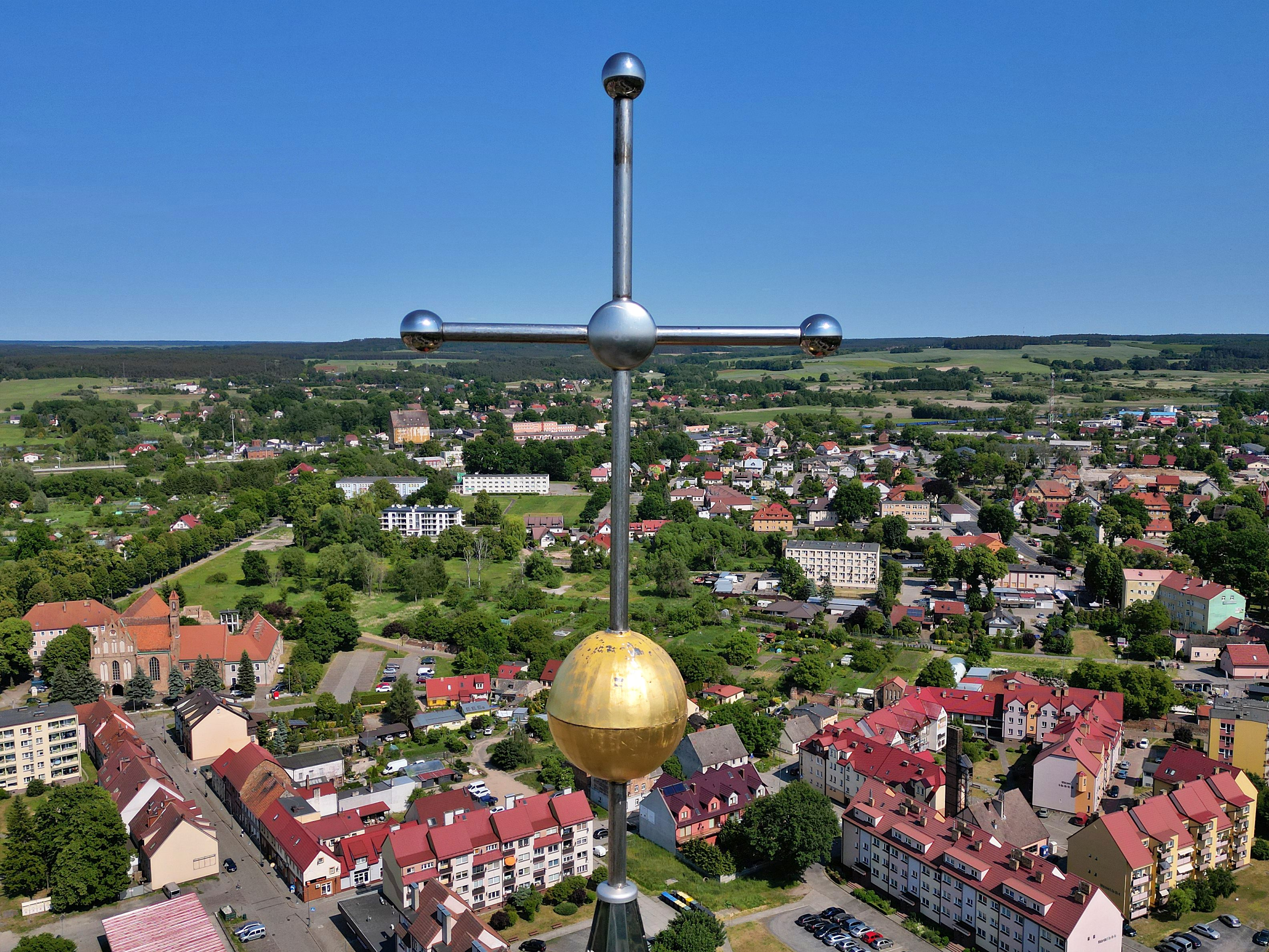
Krzyż wieńczący wieżę

## Kultura popularna
W kościele mariackim w Chojnie kręcono jedną ze scen filmu Europa Larsa von Triera.